# 足部
足部（）は、漢字を部首により分類したグループの一つ。
康熙字典214部首では157番目に置かれる（7画の11番目、酉集の11番目）。

## 概要
「足」字は広義では人体における下肢の総称であり、狭義ではその踝以下の部分を指す。「口」部分は膝下、「止」は足の形に象っており、全体で膝から足先までを象っている。引伸して動物の足、容器の支え部分、山麓などを意味する。また充足する・値するといった意味を表す。
なお現代中国語で踝以下の部分には「足」字は使われず、「脚」字が使われている。「脚」字は元々膝から踝までの部分を指し、「脛」字と同じ部分を表していたが、中古以降になると踝から下の足先までを含むようになり、やがて「足」字の狭義と同じく踝以下の部分のみを指すようになった。
偏旁の意符としては下肢の部分、足の動作や状態などに関することを示す。このとき左側の偏の位置に置かれて左右構造を作ったり、下側の脚の位置に置かれて上下構造を作る。なお偏の位置では「𧾷」といった形に変形する。
足部はこのような意符を構成要素にもつ漢字を収める。

## 部首の通称
- 日本：あし・あしへん
- 中国：足字旁・足字底
- 韓国：발족부（bal jok bu、あしの足部）
- 英米：Radical foot

## 部首字
足
- 中古音
  - 広韻 - 即玉切、燭韻、入声
  - 詩韻 - 沃韻、入声
  - 三十六字母 - 精母
- 現代音
  - 普通話 - ピンイン：zú 注音：ㄗㄨˊ ウェード式：tsu2
  - 広東語 - Jyutping:zuk1 イェール式:juk1
- 日本語 - 音：ショク（漢音）・ソク（呉音） 訓：あし・たる
- 朝鮮語 - 音：족(jok) 訓：발（bal、あし）・넉넉할（neongneokhal、十分な）

## 例字
- 足
  - 4:跂・趾・趺、5:跏・距・跚・跖・跌・跛・跋、6:跪・跫・跨・跟・跡・跣・跳・路、7:跼・跿・踊・踉、8:踝・踞・踐（践）・踟・踏、9:蹂・踵・蹄・踰、10:蹊・蹇・蹉・蹐・蹌・蹈、11:蹙・蹤・蹟・蹣・蹕、12:蹶・蹴・蹲・躇・蹼、13:躁・躅・躄、14:躋・躊・躍、15:躓・躑・躔、16:躙、18:躡、21:躪